# (3847) Šindel
(3847) Šindel est un astéroïde de la ceinture principale.

## Description
(3847) Šindel est un astéroïde de la ceinture principale. Il fut découvert le 16 février 1982 à l'Observatoire Kleť par Antonín Mrkos. Il présente une orbite caractérisée par un demi-grand axe de 3,14 UA, une excentricité de 0,09 et une inclinaison de 3,4° par rapport à l'écliptique.

## Compléments